# Midnight Jump
Midnight Jump — студійний альбом американського блюзового музиканта Санніленда Сліма, випущений лейблом Blue Horizon у 1969 році. У США альбом вийшов під назвою Blues Masters, Vol. 8 і став 8-м випуском серії Blues Masters.

## Опис
Санніленд Слім записав цей альбом у травні 1968 року на студії Ter-Mar Studios в Чикаго (Іллінойс) як учасник гастрольного гурту Chicago Blues All Stars, який складався з басиста Віллі Діксона, гітариста Джонні Шайнса, губного гармоніста Волтера Гортона та ударника Кліфтона Джеймса. На момент запису Сліму було 60 років.
До платівки увійшли десять композицій, вісім з яких — це власні пісні Сліма, а також дві кавер-версії «I Am the Blues» і «Get to My Baby» Віллі Діксона.
Альбом вийшов на британському лейблі звукозапису Blue Horizon у 1969 році, продюсером якого виступив Майк Вернон. У США альбом вийшов під назвою Blues Masters, Vol. 8 і став 8-м випуском серії Blues Masters.

## Список композицій
1. «Layin' in My Cell, Sleepin'» (Альберт Луендрю) — 3:11
2. «I Am the Blues» (Віллі Діксон) — 4:12
3. «Sunnyland Special» (Альберт Луендрю) — 3:44
4. «Heartache» (Альберт Луендрю) — 3:02
5. «Lowland Blues» (Річард М. Джонс, Альберт Луендрю) — 4:36
6. «Stepmother» (Альберт Луендрю) — 2:57
7. «Get to My Baby» (Віллі Діксон) — 3:02
8. «Stella Mae» (Альберт Луендрю) — 3:41
9. «Midnight Jump» (Альберт Луендрю) — 3:17
10. «Depression Blues» (Альберт Луендрю) — 2:49

## Учасники запису
- Санніленд Слім — фортепіано, вокал
- Джонні Шайнс — гітара
- Віллі Діксон — бас-гітара
- Волтер Гортон — губна гармоніка
- Кліфтон Джеймс — ударні

Технічний персонал
- Майк Вернон — продюсер
- Майкл Чісгольм — інженер звукозапису
- Річард Вернон — координатор
- Терренс Ібботт — дизайн і фотографія обкладинки
- Майк Роу — фотографія зворотньої обкладинки